# Шокпартогай
Шокпартогай (каз. Шоқпартоғай) — село в Жылыойском районе Атырауской области Казахстана. Административный центр Караарнинского сельского округа. Находится примерно в 10 км к северо-западу от города Кульсары, административного центра района. Код КАТО — 233637100.

## Население
В 1999 году население села составляло 2478 человек (1252 мужчины и 1226 женщин). По данным переписи 2009 года, в селе проживало 2789 человек (1460 мужчин и 1329 женщин).